# Сатіс

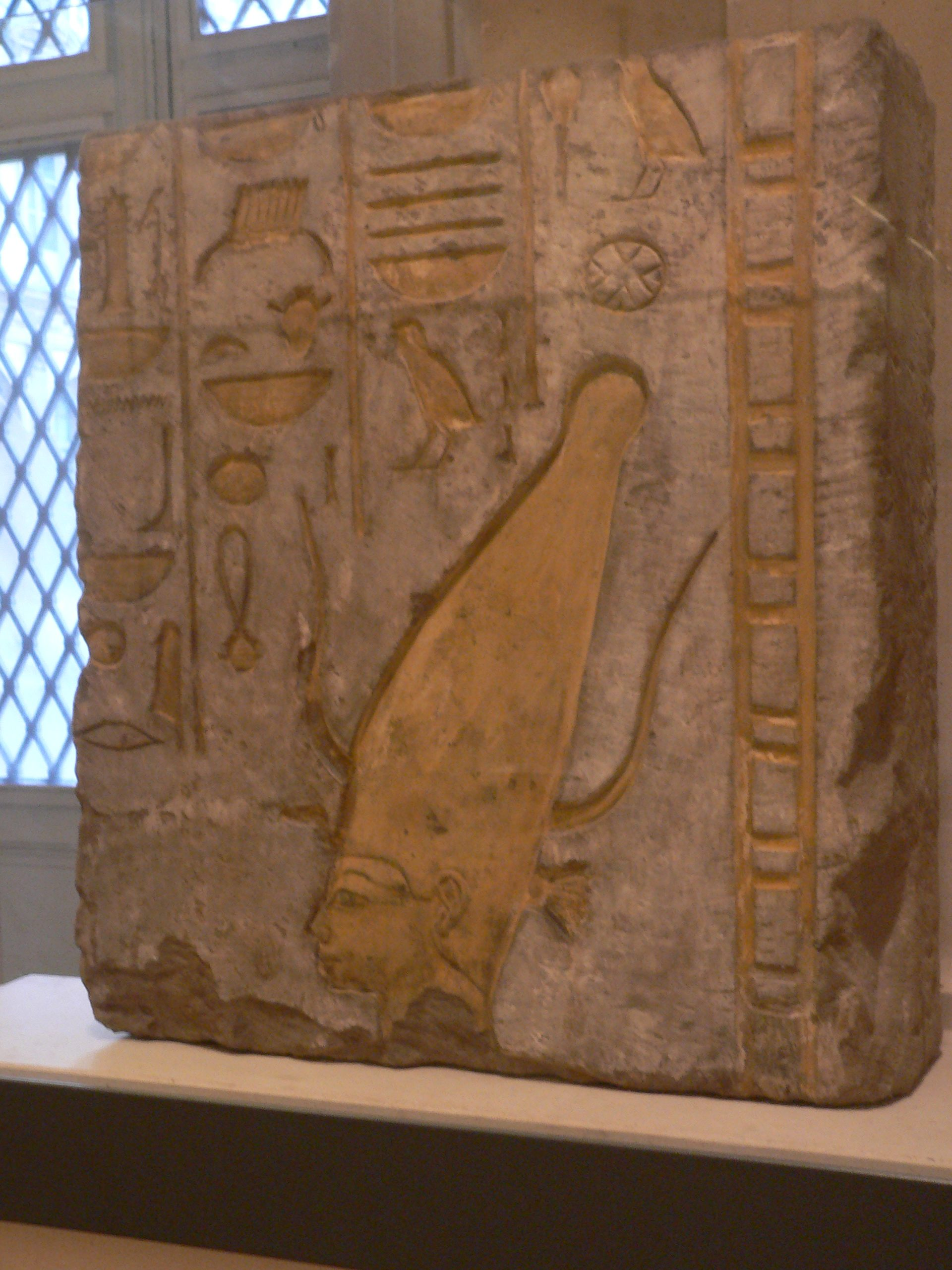
Сатіс. Музей Лувру.

Сатіс, Сатет — давньоєгипетська богиня розливу Нілу з міста Сведен (Асуан). Зображувалася у вигляді жінки з рогами антилопи, у короні Верхнього Єгипту, яка тримає в руці анх (завдяки тому, що розливи Нілу вважалися «життєносними»). Їй приписувалася також роль богині війни, яка оберігає південь стародавнього Єгипту та вбиває ворогів фараона своїми стрілами. Часто зустрічаються так само зображення Сатіс зі стрілами.
Пізніше в єгипетській міфології Сатіс — дружина Хнума, богиня-покровителька порогів Нілу. Один з титулів цієї богині, «Володарка небес», пов'язує її з Нут та Хатхор.
Дочкою Хнума і Сатіс була Анукет. Одна з богинь Дуата, омиває тіло померлого фараона з чотирьох судин. Символізувала воду і розлив Нілу. Як Око Ра символізувало яскраву зорю Фомальгаут. Покровителька полювання. Її священна тварина — антилопа.
Ім'я Сатіс вперше згадується на кам'яних посудинах з 3 династії, які знайдені у піраміді Джосера у Саккарі. Починаючи з 6 династії її ім'я згадується у текстах на пірамідах.

Зображалася як жінка з короною з Верхнього Єгипту 
| S1 |

.

## Сатіс в ієрогліфах
Сатет
| s | V13 | i | S22 · t | B1 | \| \| |
|   |     |   |         |    |       |

|  |

Сетит 
| s | F29 | i | i | t | B1 | \| \| |
|   |     |   |   |   |    |       |

|  |

Сетет
| s | F29 | t · t | B1 |